# Lloro fosc
El lloro fosc (Pionus fuscus) és una espècie d'ocell de la família dels psitàcids que habita la selva humida del nord-est de Colòmbia, sud de Veneçuela, Guaiana i nord del Brasil.